# Tour First
La tour First (tour « Première » en français), également appelée tour CB31, est le second plus haut gratte-ciel de France derrière The Link. C’est un gratte-ciel de bureaux situé dans le quartier d'affaires de La Défense près de Paris, en France (précisément à Courbevoie). Construite initialement en 1974 (connue alors sous le nom de « Tour Assur »), la tour a été transformée en 2007-2011. 
La transformation a porté sa hauteur à 231 mètres, ce qui en fait le second gratte ciel le plus élevé de France derrière The Link et devant la tour Hekla,. Elle est aussi la 33e plus haute tour d’Europe et la 8e plus haute de l’Union européenne après la sortie du Royaume-Uni le 31 janvier 2020.

## Historique

### Première tour
La tour initiale, conçue par l'architecte Pierre Dufau, est construite en 1974 pour le compte de l'Union des assurances de Paris par Bouygues. Haute de 159 m, son plan prend la forme d'une étoile à trois branches séparées de 120°, partant d'un noyau central, cette forme symbolisant la fusion des trois compagnies d'assurances qui a donné naissance à l'UAP. La tour prend le nom de Tour Axa en janvier 1998 après l'absorption de l'UAP par Axa.
Cette tour serait construite à l'emplacement du lieu de tournage du film Le Chat sorti en 1971 (avec Jean Gabin et Simone Signoret), où l'on voit effectivement un quartier de Courbevoie en pleine démolition, remplacé par de grandes tours.

### Transformation
La tour a fait l'objet, de mars 2007 à l'automne 2011, sur une conception du cabinet d'architectes américain Kohn Pedersen Fox Associates, associé au cabinet français SRA, d'une transformation massive tant au niveau de l'aspect extérieur, que de sa hauteur totale qui atteint 231 mètres pour 55 étages et une superficie de 86 000 m2. Si un mât prévoyait initialement de faire culminer la tour à 240 m, celui-ci a finalement été abandonné.
En 2016, Axa Real Estate acquiert la tour First pour 800 millions d'euros.

## Occupation
Le cabinet d'audit et de conseil EY a installé 3 400 personnes dans la tour fin 2011, qui occupent 37 000 m2 répartis sur 36 étages.
La société d'assurance-crédit Euler Hermes a de son côté installé un millier de personnes sur 21 000 m2 en fin avril 2012, occupant du 32e au 45e étage ainsi que deux étages au podium de la tour, c'est-à-dire à son pied
.
En avril 2017, les 240 collaborateurs du siège social des Laboratoires Expanscience (Mustela, Piasclédine 300…) ont emménagé aux 8e et 9e étages, sur près de 4 000 m2.
L'espace de coworking Kwerk occupe deux étages depuis juin 2017. Il propose 390 places réparties en bureaux ouverts et fermés, et contient une bibliothèque géante en trompe-l'œil de 11 mètres de haut au 11e étage. Ces espaces ont été entièrement aménagés par le designer et cofondateur de Kwerk Albert Angel.

## Réalisation: entreprises
- Maître d'ouvrage : SCI Vendôme[11]
- Maîtres d'œuvre : Kohn Pedersen Fox (KPF), Saubot et Rouit Associés (SRA) et Coteba
- Bureau d'études : Iosis
- Bureau de contrôle : Socotec
- Entreprise générale : Bouygues Bâtiment Île-de-France (filiale de Bouygues Construction)

## Photographies

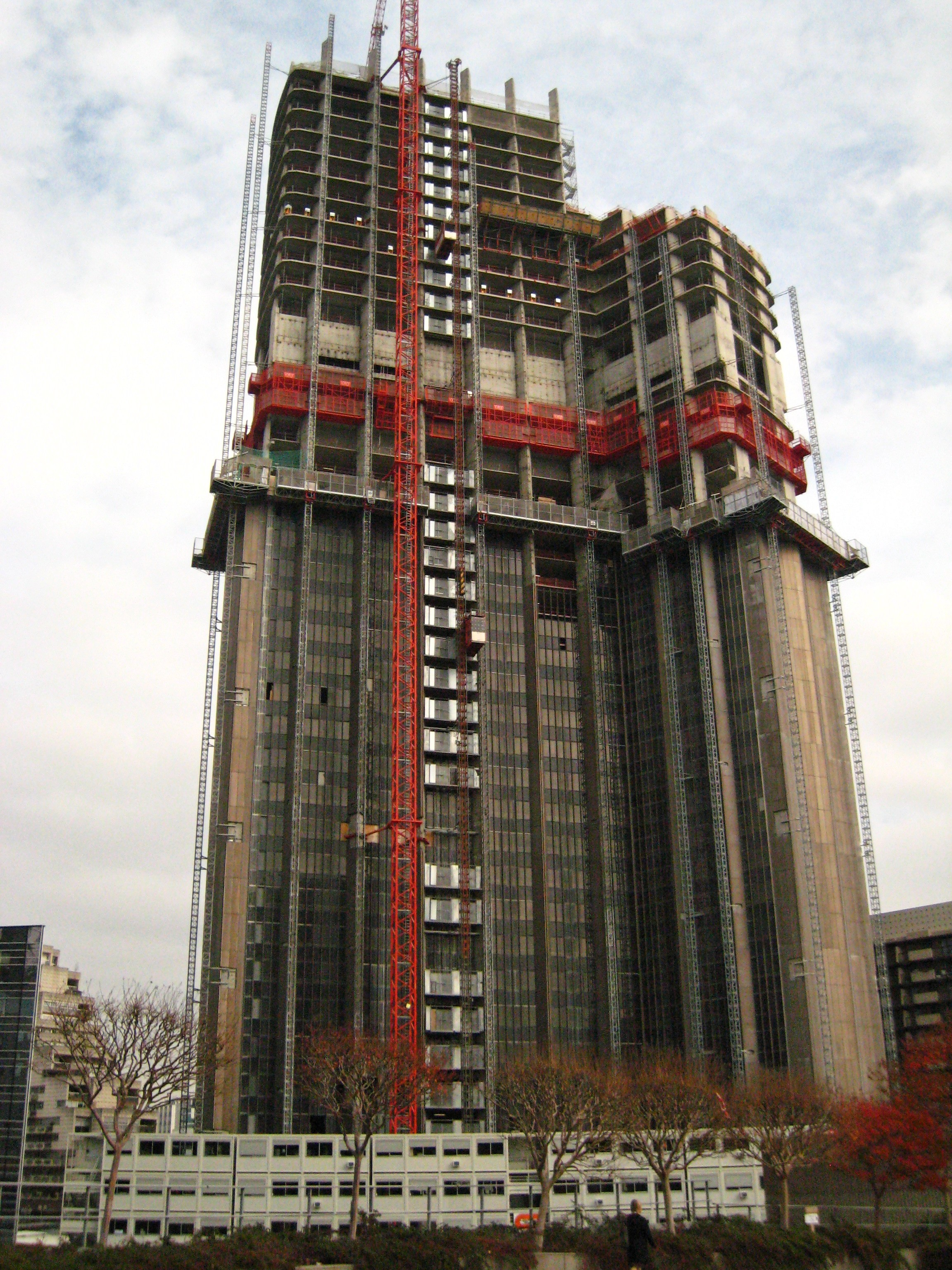
Tour First (ex-Axa) en travaux côté sud-ouest (octobre 2008).
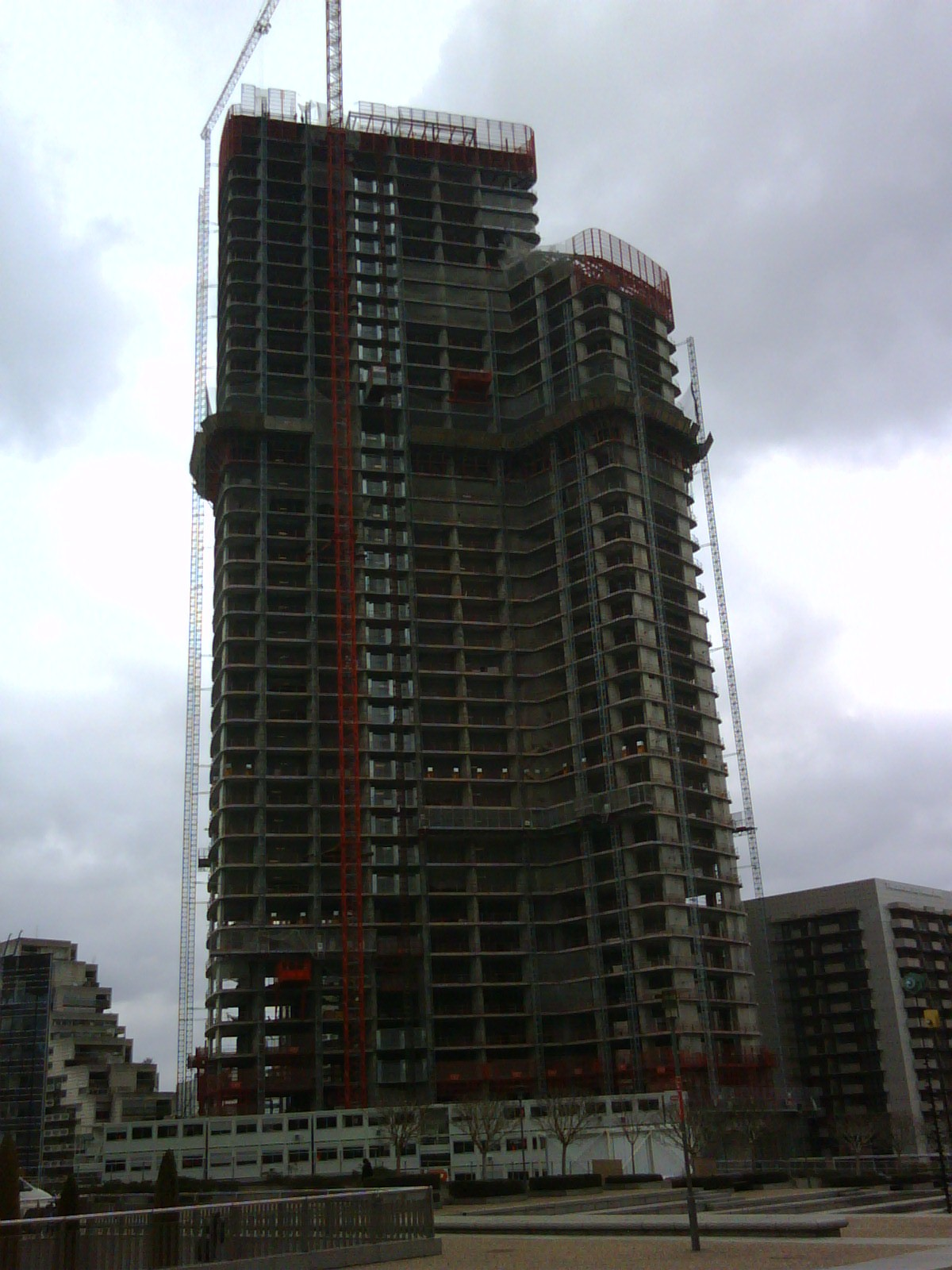
Tour First (ex-Axa) en travaux côté Sud-Ouest (mars 2009).
La tour First en 2011.
Vue depuis la terrasse Bellini.

## Éclairage
La tour indique la météo du lendemain en s'illuminant de différentes couleurs.